# Fontenay-près-Chablis
Fontenay-près-Chablis és un municipi francès situat al departament del Yonne, a la regió de Borgonya - Franc Comtat.